# マリー・ジョゼ・タ・ルー
- マリー・ジョゼ・タルー
- マリー＝ジョゼ・タ・ルー
- マリー＝ジョゼ・タルー
- マリージョゼ・タルー

ゴネジー・マリー・ジョゼ・タ・ルー（Gonezie Marie Josée Ta Lou、1988年11月18日 - ）は、短距離走を専門とするコートジボワールの陸上競技選手。アフリカのエリアレベルの大会で数多くのメダルを獲得している。
2013年12月よりセネガル・ダカールのIAAFハイパフォーマンストレーニングセンター（IAAF High Performance Training Centre）に所属し、トレーニングを積んでいる。2015年より徐々に国際大会で頭角を現し始めた。2016年7月23日にはロンドングランプリの100mでシェリー＝アン・フレーザー＝プライスに勝利し、優勝を果たすと、一躍リオデジャネイロオリンピックの優勝候補に名を連ねた。同オリンピックでは100mと200mに出場、どちらも決勝に進出したが、どちらも4位でメダル獲得は叶わなかったが、自己新記録を達成した。

## 主要大会成績
| 年                   | 大会                     | 会場                        | 結果                 | 種目                 | 補足                 |
| コートジボワール代表 | コートジボワール代表     | コートジボワール代表        | コートジボワール代表 | コートジボワール代表 | コートジボワール代表 |
| -------------------- | ------------------------ | --------------------------- | -------------------- | -------------------- | -------------------- |
| 2011                 | ユニバーシアード         | 中国 深圳                   | 22位 （予選）        | 100 m                | 12.02                |
| 2011                 | ユニバーシアード         | 中国 深圳                   | 18位 （予選）        | 200 m                | 24.17                |
| 2011                 | アフリカ競技大会         | モザンビーク マプト         | 7位                  | 100 m                | 11.66                |
| 2011                 | アフリカ競技大会         | モザンビーク マプト         | 6位                  | 200 m                | 24.12                |
| 2012                 | アフリカ選手権           | ベナン ポルトノボ           | 4位                  | 100 m                | 11.53                |
| 2012                 | アフリカ選手権           | ベナン ポルトノボ           | 3位                  | 200 m                | 23.44                |
| 2012                 | アフリカ選手権           | ベナン ポルトノボ           | 3位                  | 4×100 mR             | 45.29                |
| 2013                 | ユニバーシアード         | ロシア カザン               | 11位 （準決勝）      | 100 m                | 11.73                |
| 2013                 | ユニバーシアード         | ロシア カザン               | 8位                  | 200 m                | 23.63                |
| 2014                 | アフリカ選手権           | モロッコ マラケシュ         | 3位                  | 100 m                | 11.20                |
| 2014                 | アフリカ選手権           | モロッコ マラケシュ         | 2位                  | 200 m                | 22.87                |
| 2014                 | アフリカ選手権           | モロッコ マラケシュ         | 2位                  | 4×100 mR             | 43.99                |
| 2014                 | IAAFコンチネンタルカップ | モロッコ マラケシュ         | 4位                  | 100m                 | 11.28                |
| 2014                 | IAAFコンチネンタルカップ | モロッコ マラケシュ         | 5位                  | 200m                 | 22.78                |
| 2014                 | IAAFコンチネンタルカップ | モロッコ マラケシュ         | DQ                   | 4×100 mR             | -                    |
| 2015                 | 世界選手権               | 中国 北京                   | 10位 （準決勝）      | 100 m                | 11.04                |
| 2015                 | 世界選手権               | 中国 北京                   | 9位 （準決勝）       | 200 m                | 22.56                |
| 2015                 | アフリカ選手権           | コンゴ共和国 ブラザヴィル   | 1位                  | 100 m                | 11.02                |
| 2015                 | アフリカ選手権           | コンゴ共和国 ブラザヴィル   | 1位                  | 200 m                | 22.57                |
| 2015                 | アフリカ選手権           | コンゴ共和国 ブラザヴィル   | 3位                  | 4x100 mR             | 43.98                |
| 2016                 | 世界室内選手権           | アメリカ合衆国 ポートランド | 7位                  | 60 m                 | 7.29                 |
| 2016                 | アフリカ選手権           | 南アフリカ共和国 ダーバン   | 3位                  | 100 m                | 11.15                |
| 2016                 | アフリカ選手権           | 南アフリカ共和国 ダーバン   | 1位                  | 200 m                | 22.81                |
| 2016                 | アフリカ選手権           | 南アフリカ共和国 ダーバン   | 3位                  | 4×100 mR             | 44.29                |
| 2016                 | オリンピック             | ブラジル リオデジャネイロ   | 4位                  | 100 m                | 10.86                |
| 2016                 | オリンピック             | ブラジル リオデジャネイロ   | 4位                  | 200 m                | 22.21                |
| 2017                 | 世界選手権               | イギリス ロンドン           | 2位                  | 100 m                | 10.86                |
| 2017                 | 世界選手権               | イギリス ロンドン           | 2位                  | 200 m                | 22.08                |
| 2018                 | 世界室内選手権           | イギリス バーミンガム       | 2位                  | 60 m                 | 7.05                 |
| 2018                 | IAAFコンチネンタルカップ | チェコ オストラヴァ         | 1位                  | 100 m                | 11.14                |
| 2018                 | IAAFコンチネンタルカップ | チェコ オストラヴァ         | 3位                  | 200 m                | 22.61                |
| 2018                 | IAAFコンチネンタルカップ | チェコ オストラヴァ         | DQ                   | 4×100 mR             | -                    |
| 2021                 | オリンピック             | 日本 東京                   | 4位                  | 100 m                | 10.91                |